# 小行星8171
小行星8171（英語：8171 Stauffenberg）是一颗围绕太阳公转的小行星。1991年9月5日，佛蒙特·伯根、卢茨·D·施耐德在陶腾堡发现了此天体。
这颗小行星的绝对星等为291.66932等。它以二战中因参与策划7月20日密谋案并亲自前往刺杀希特勒，事败后被处决的德国抵抗运动英雄，纳粹德国陆军上校克勞斯·馮·施陶芬貝格伯爵命名。